# Edward Roberts (Leichtathlet)
Edward Roberts (Edward Reese Roberts; * 4. Oktober 1892 in Avon, Illinois; † 14. August 1956 in Poplar Bluff) war ein US-amerikanischer Gewichtweitwerfer.
Bei den Olympischen Spielen 1920 in Antwerpen wurde er Siebter mit 9,36 m.